# Кубок Швеції з футболу 2007
Кубок Швеції з футболу 2007 — 52-й розіграш кубкового футбольного турніру у Швеції. Титул втретє здобув Кальмар ФФ.

## Календар
| Раунд        | Дата                        | Матчі | Клуби   |
| ------------ | --------------------------- | ----- | ------- |
| Перший раунд | 24 березня - 14 квітня 2007 | 33    | 97 → 64 |
| 1/32 фіналу  | 29 квітня - 2 травня 2007   | 32    | 64 → 32 |
| 1/16 фіналу  | 15 травня - 6 червня 2007   | 16    | 32 → 16 |
| 1/8 фіналу   | 5 червня - 5 липня 2007     | 8     | 16 → 8  |
| 1/4 фіналу   | 26 липня - 2 серпня 2007    | 4     | 8 → 4   |
| 1/2 фіналу   | 8-22 вересня 2007           | 2     | 4 → 2   |
| Фінал        | 27 вересня 2007             | 1     | 2 → 1   |

## 1/16 фіналу
| Команда 1              | Рахунок      | Команда 2          |
| ---------------------- | ------------ | ------------------ |
| 15 травня 2007         |              |                    |
| Дегерфорс ІФ (2)       | 3:2 дч       | Отвідабергс ФФ (2) |
| 16 травня 2007         |              |                    |
| «Весбю Юнайтед» (3)    | 3:2 дч       | Умео ФК (3)        |
| «Карлстад Юнайтед» (3) | 1:1 пен. 3:4 | «Гаммарбю»         |
| ІФК Вернаму (3)        | 1:5          | Кальмар ФФ         |
| Буденс БК (3)          | 1:2 дч       | «Ергрюте» (2)      |
| Шевде АІК (3)          | 2:1          | Ассиріска ФФ (3)   |
| 17 травня 2007         |              |                    |
| «Єфле»                 | 2:2 пен. 5:3 | «Юргорден»         |
| Гальмстад БК           | 1:3          | «Броммапойкарна»   |
| «Квідінг» (3)          | 1:2 дч       | «Геккен» (2)       |
| Юнгбю ІФ (4)           | 1:6          | ІФК Гетеборг       |
| Утсіктенс БК (5)       | 0:4          | Гельсінгборг ІФ    |
| 23 травня 2007         |              |                    |
| «Естерс» (2)           | 3:1 дч       | «Еребру»           |
| 24 травня 2007         |              |                    |
| ГІФ Сундсвалль (2)     | 1:0          | Треллеборгс ФФ     |
| ІФК Норрчепінг (2)     | 1:0          | АІК                |
| Ландскруна БоІС (2)    | 2:1          | Мальме ФФ          |
| 6 червня 2007          |              |                    |
| М'єльбю АІФ (2)        | 1:1 пен. 4:3 | «Ельфсборг»        |

## 1/8 фіналу
| Команда 1           | Рахунок      | Команда 2           |
| ------------------- | ------------ | ------------------- |
| 5 червня 2007       |              |                     |
| «Броммапойкарна»    | 1:1 пен. 4:5 | Естерс ІФ (2)       |
| 13 червня 2007      |              |                     |
| «Весбю Юнайтед» (3) | 2:0          | Дегерфорс ІФ (2)    |
| 14 червня 2007      |              |                     |
| «Гаммарбю»          | 1:2          | ІФК Норрчепінг (2)  |
| 20 червня 2007      |              |                     |
| Геккен (2)          | 0:2          | ГІФ Сундсвалль (2)  |
| «Ергрюте» (2)       | 1:1 пен. 2:4 | М'єльбю АІФ (2)     |
| Шевде АІК (3)       | 3:3 пен. 3:4 | Кальмар ФФ          |
| 28 червня 2007      |              |                     |
| Гельсінгборг ІФ     | 1:2          | Ландскруна БоІС (2) |
| 6 липня 2007        |              |                     |
| ІФК Гетеборг        | 3:0          | Єфле                |

## 1/4 фіналу
| Команда 1          | Рахунок | Команда 2           |
| ------------------ | ------- | ------------------- |
| 26 липня 2007      |         |                     |
| ГІФ Сундсвалль (2) | 1:2 дч  | «Весбю Юнайтед» (3) |
| Естерс ІФ (2)      | 0:1     | Кальмар ФФ          |
| ІФК Норрчепінг (2) | 2:3     | Ландскруна БоІС (2) |
| 2 серпня 2007      |         |                     |
| М'єльбю АІФ (2)    | 1:2 дч  | ІФК Гетеборг        |

## 1/2 фіналу
| Команда 1           | Рахунок | Команда 2           |
| ------------------- | ------- | ------------------- |
| 8 вересня 2007      |         |                     |
| «Весбю Юнайтед» (3) | 1:4     | Кальмар ФФ          |
| 22 вересня 2007     |         |                     |
| ІФК Гетеборг        | 4:0     | Ландскруна БоІС (2) |

## Фінал
| 27 вересня 2007 20:00 (EEST) |

| Кальмар ФФ                            | 3:0 | ІФК Гетеборг |
| ------------------------------------- | --- | ------------ |
| Сантін 22', 88' (пен.) Інгельстен 65' |     |              |

| «Фредрікссканс», Кальмар Глядачів: 6 877 Арбітр: Мартін Інгварссон |